# Cinteotl
Centeotl (ook wel Centeocihuatl of Cinteotl) was in de Azteekse mythologie de god van maïs (oorspronkelijk was het een godin). Hij was ook wel bekend als Xilonen (De Harige).
Centeotl was de zoon van Tlazolteotl en de man van Xochiquetzal. Hij was de mannelijke versie van Chicomecoatl (Zeven Slang).
Volgens de Florentijnse Codex was Centeotl de zoon van de aard godin Toci en de god Tlazolteotl. De meerderheid van de verzamelde informatie over Centeotl suggereert dat hij meestal wordt afgebeeld als een jonge man met een geel lichaam. Sommige specialisten gaan ervan uit dat Centeotl vroeger de maïsgodin Xilonen was. Centeotl was een van de belangrijkere goden in de Azteekse periode. Er zijn veel overeenkomstige kenmerken in de afbeeldingen van Centeotl. Zo wordt er vaak maïs afgebeeld in zijn hoofdtooi. Een ander kenmerk is de zwarte lijn die van z'n wenkbrauw langs zijn wang loopt en eindigt aan het einde van zijn kaaklijn. Deze gezichtsmarkeringen zijn gelijk aan en vaak gebruikt in post-klassieke afbeeldingen van een Maya maïsgod.
In de tonalpohualli (een 260-dagen kalender gebruikt door Meso-Amerikaanse culturen) was Centeotl de "Heer van de dag" voor de dagen met nummer "zeven" (chicome in Nahuatl) en hij is de vierde "Heer van de Nacht". In de Azteekse mythologie werd maïs (Cintli in het Nahuatl) op de wereld geïntroduceerd door Quetzalcoatl en wordt het geassocieerd met een groep sterren, vandaag de dag bekend als de "Pleiaden".